# Leolimnophila tigris
Leolimnophila tigris là một loài ruồi trong họ Limoniidae. Chúng phân bố ở miền Australasia.